# Herzlake
Herzlake là một đô thị thuộc huyện Emsland, trong bang Niedersachsen, Đức. Đô thị này có diện tích 49,77 km².
Các làng sau thuộc Herzlake:
1. Bookhof
2. Felsen
3. Herzlake
4. Neuenlande
5. Westrum